# Ljantor
Ljantor (anche traslitterata come Lyantor) è una cittadina della Russia siberiana occidentale, situata nel Circondario Autonomo degli Chanty-Mansi; si trova sulle sponde del fiume Pim, un centinaio di chilometri a nordovest di Surgut, del cui distretto è parte.

## Storia
Fondata nel 1967 sul sito di un preesistente insediamento peschereccio, divenne città nel 1992; come per le altre città della zona, lo sviluppo è stato molto veloce, dovuto alle attività di estrazione e lavorazione del petrolio e del gas naturale.

## Società

### Evoluzione demografica
Fonte: mojgorod.ru
- 1989: 22.100
- 1996: 27.300
- 2002: 33.011
- 2006: 36.200
- 2018: 40.317